# Richard Ebeling
Richard M. Ebeling (New York, 1950) è un economista statunitense, esponente della scuola austriaca, importante libertario, autore di diversi scritti, nonché presidente della Foundation for Economic Education.
Ha scritto e pubblicato diversi libri, tra cui l'opera divisa in tre volumi intitolata Selected Writings of Ludwig von Mises. Il suo lavoro più recente è Austrian Economics and the Political Economy of Freedom.

## Biografia
Ebeling ha ottenuto il suo B.A. alla California State University e il suo M.A. in economia alla Rutgers University. Dal 1981 al 1983 ha svolto il ruolo di oratore alla National University of Ireland at Cork, dal 1984 al 1988 ha svolto il ruolo di assistente alla University of Dallas e dal 1988 al 2001 è stato il "Ludwig von Mises Professor of Economics" dell'Hillsdale College. Dal 1989 al 2003 ha anche svolto il ruolo di vice presidente all'interno della Future of Freedom Foundation. Dal 2003 è stato nominato presidente della Foundation for Economic Education.
Le opere di Ebeling trattano prevalentemente di temi economici, tra i quali temi come la privatizzazione, politica monetaria, libero mercato, ed altri. Nel 1996, Ebeling e la moglie Anna, sono riusciti ad ottenere uno scritto di Ludwig von Mises ritrovato negli archivi sovietici a Mosca. Tra il 2004 e il 2005 Ebeling è stato docente di economia al The King's College di New York. Nel 2000 Ebeling fu contattato da Harry Browne per guidare la sua campagna elettorale, supportata dal Libertarian Party, ma Richard dovette rifiutare per impegni improrogabilie precedenti. Oggi Ebeling vive a Irvington, una piccola città dello Stato di New York, insieme alla moglie.

## Opere

### Autore
- Liberalism and Collectivism in the 20th Century, 1994
- The Political Myths and Economic Realities of the Welfare State, 1995
- World Peace, International Order and Classical Liberalism, 1995
- The Global Economy and Classical Liberalism: Past, Present and Future, 1996
- Mission to Moscow: Ludwig von Mises's 'Lost Papers' and Their Significance, 1997
- The Free Market and the Interventionist State, 1997
- Friedrich A. Hayek: A Centenary Appreciation, 1999
- Wilhelm Ropeke: A Centenary Appreciation, 1999
- A Rational Economist in an Irrational Age: Ludwig von Mises, 1999
- A Primer on Austrian Economics, prossimamente

### Editore
- Money, Method and the Market Process, Essays by Ludwig von Mises, 1990
- Austrian Economics: A Reader, 1991
- Austrian Economics: Retrospects on the Past and Prospects for the Future, 1991
- The Global Collapse of Socialism, 1992
- Global Free Trade: Rhetoric and Reality, 1993
- Can Capitalism Cope? Free Market Reform in the Post-Communist World, 1994
- Economic Education: What Should We Learn About the Free Market?, 1994
- Disaster in Red: The Failure and Collapse of Socialism, 1995